# Paraguay en la Copa América 2021
La selección de Paraguay fue uno de los 10 equipos participantes en la Copa América 2021, torneo continental que se llevó a cabo del 13 de junio al 10 de julio de 2021 en Brasil. Fue la trigésima octava participación de Paraguay.
Paraguay estuvo en el Grupo A, de acuerdo a las políticas de esta edición, junto a Argentina, Bolivia, Chile y Uruguay.

## Preparación
La última participación de la selección de Paraguay en la Copa América se dio en la edición de 2019 celebrada en Brasil, en la que, casualmente, quedó eliminada ante el cuadro anfitrión en la instancia de cuartos de final, tras la definición por penales. Previo a ello, había integrado el Grupo B, en el cual había obtenido dos empates —ante Catar por 2-2 y ante Argentina por 1-1— y una derrota —frente a Colombia por 0-1—.
Durante el resto del 2019, Paraguay disputó seis partidos amistosos, entre los que cosechó dos triunfos, dos empates y dos derrotas. Y ya en marzo de 2020, la albirroja debía disputar sus dos primeros compromisos en las eliminatorias rumbo al Mundial 2022, ante Perú y Venezuela; sin embargo, la pandemia de COVID-19 originada a fines de 2019 provocó que tanto los mencionados partidos de la clasificación como la misma Copa América fueran postergados, siendo esta última reprogramada para junio y julio de 2021.

### Amistosos previos
| Fecha                    | Lugar      | Competencia | Local          | Resultado | Visitante |
| ------------------------ | ---------- | ----------- | -------------- | --------- | --------- |
| 5 de septiembre de 2019  | Kashima    | Amistoso    | Japón          | 2:0 (2:0) | Paraguay  |
| 10 de septiembre de 2019 | Amán       | Amistoso    | Jordania       | 2:4 (2:0) | Paraguay  |
| 10 de octubre de 2019    | Kruševac   | Amistoso    | Serbia         | 1:0 (0:0) | Paraguay  |
| 13 de octubre de 2019    | Bratislava | Amistoso    | Eslovaquia     | 1:1 (0:0) | Paraguay  |
| 14 de noviembre de 2019  | Sofía      | Amistoso    | Bulgaria       | 0:1 (0:0) | Paraguay  |
| 19 de noviembre de 2019  | Riyad      | Amistoso    | Arabia Saudita | 0:0       | Paraguay  |

### Eliminatorias para la Copa Mundial de 2022
| Fecha                   | Lugar        | Competencia   | Local     | Resultado | Visitante |
| ----------------------- | ------------ | ------------- | --------- | --------- | --------- |
| 8 de octubre de 2020    | Asunción     | Eliminatorias | Paraguay  | 2:2 (0:0) | Perú      |
| 13 de octubre de 2020   | Caracas      | Eliminatorias | Venezuela | 0:1 (0:0) | Paraguay  |
| 12 de noviembre de 2020 | Buenos Aires | Eliminatorias | Argentina | 1:1 (1:1) | Paraguay  |
| 17 de noviembre de 2020 | Asunción     | Eliminatorias | Paraguay  | 2:2 (1:2) | Bolivia   |
| 3 de junio de 2021      | Montevideo   | Eliminatorias | Uruguay   | 0:0       | Paraguay  |
| 8 de junio de 2021      | Asunción     | Eliminatorias | Paraguay  | 0:2 (0:1) | Brasil    |

## Plantel
| No.   | Pos.            | Jugador             | Fecha de nacimiento (edad)        | Apa.            | Goles           | Club               |
| ----- | --------------- | ------------------- | --------------------------------- | --------------- | --------------- | ------------------ |
| 1     | POR             | Antony Silva        | 27 de febrero de 1984 (37 años)   | 27              | 0               | Club Puebla        |
| 2     | DEF             | Robert Rojas        | 30 de abril de 1996 (25 años)     | 0               | 0               | River Plate        |
| 3     | DEF             | Omar Alderete       | 26 de diciembre de 1996 (24 años) | 0               | 0               | Hertha Berlín      |
| 4     | DEF             | Fabián Balbuena     | 23 de agosto de 1991 (29 años)    | 9               | 0               | West Ham United    |
| 5     | MED             | Gastón Giménez      | 27 de julio de 1991 (29 años)     | 0               | 0               | Chicago Fire       |
| 6     | DEF             | Junior Alonso       | 9 de febrero de 1993 (28 años)    | 20              | 1               | Atlético Mineiro   |
| 7     | DEL             | Carlos González     | 4 de febrero de 1993 (28 años)    | 0               | 0               | Tigres de la UANL  |
| 8     | MED             | Richard Sánchez     | 29 de marzo de 1996 (25 años)     | 0               | 0               | Club América       |
| 9     | DEL             | Gabriel Ávalos      | 9 de julio de 1991 (29 años)      | 0               | 0               | Argentinos Juniors |
| 10    | MED             | Miguel Almirón      | 10 de febrero de 1994 (27 años)   | 16              | 0               | Newcastle United   |
| 11    | MED             | Ángel Romero        | 4 de julio de 1992 (28 años)      | 0               | 0               | San Lorenzo        |
| 12    | POR             | Alfredo Aguilar     | 18 de julio de 1988 (32 años)     | 0               | 0               | Olimpia            |
| 13    | DEF             | Alberto Espínola    | 8 de febrero de 1991 (30 años)    | 0               | 0               | Cerro Porteño      |
| 14    | MED             | Andrés Cubas        | 22 de mayo de 1996 (25 años)      | 0               | 0               | Nîmes Olympique    |
| 15    | DEF             | Gustavo Gómez       | 6 de mayo de 1993 (28 años)       | 31              | 2               | Palmeiras          |
| 16    | MED             | Ángel Cardozo       | 19 de octubre de 1994 (26 años)   | 0               | 0               | Cerro Porteño      |
| 17    | MED             | Alejandro Romero    | 11 de enero de 1995 (26 años)     | 0               | 0               | Al-Taawoun         |
| 18    | DEL             | Braian Samudio      | 23 de diciembre de 1995 (25 años) | 0               | 0               | Toluca F. C.       |
| 19    | DEF             | Santiago Arzamendia | 5 de mayo de 1998 (23 años)       | 1               | 0               | Cerro Porteño      |
| 20    | DEL             | Antonio Bareiro     | 24 de abril de 1989 (32 años)     | 0               | 0               | Libertad           |
| 21    | DEL             | Óscar Romero        | 4 de julio de 1992 (28 años)      | 38              | 3               | San Lorenzo        |
| 22    | POR             | Gerardo Ortiz       | 25 de marzo de 1989 (32 años)     | 0               | 0               | Once Caldas        |
| 23    | MED             | Mathías Villasanti  | 24 de enero de 1997 (24 años)     | 0               | 0               | Cerro Porteño      |
| 24    | DEF             | David Martínez      | 21 de enero de 1998 (23 años)     | 0               | 0               | River Plate        |
| 26    | MED             | Roberto Piris       | 26 de julio de 1994 (26 años)     | 0               | 0               | Gençlerbirliği     |
| 28    | DEL             | Julio Enciso        | 23 de enero de 2004 (17 años)     | 0               | 0               | Libertad           |
|       | MED             | Braian Ojeda        | 27 de junio de 2000 (20 años)     | 0               | 0               | Olimpia            |
|       | MED             | Jorge Morel         | 22 de enero de 1998 (23 años)     | 0               | 0               | Guaraní            |
| D. T. | Eduardo Berizzo | Eduardo Berizzo     | Eduardo Berizzo                   | Eduardo Berizzo | Eduardo Berizzo | Eduardo Berizzo    |

## Participación

### Partidos
| Fecha       | Lugar          | Instancia        |           |                      | Resultado          |                     |          |
| ----------- | -------------- | ---------------- | --------- | -------------------- | ------------------ | ------------------- | -------- |
| 14 de junio | Goiânia        | Fase de grupos   | Paraguay  | Bandera de Paraguay  | 3:1 (0:1)          | Bandera de Bolivia  | Bolivia  |
| 21 de junio | Brasilia       | Fase de grupos   | Argentina | Bandera de Argentina | 1:0 (1:0)          | Bandera de Paraguay | Paraguay |
| 24 de junio | Brasilia       | Fase de grupos   | Chile     | Bandera de Chile     | 0:2 (0:1)          | Bandera de Paraguay | Paraguay |
| 28 de junio | Río de Janeiro | Fase de grupos   | Uruguay   | Bandera de Uruguay   | 1:0 (1:0)          | Bandera de Paraguay | Paraguay |
| 2 de julio  | Goiânia        | Cuartos de final | Perú      | Bandera de Perú      | 3:3 (2:1) (4:3 p.) | Bandera de Paraguay | Paraguay |

### Primera fase - Grupo A

#### Posiciones
| Selección | Pts | PJ | PG | PE | PP | GF | GC | Dif |
| --------- | --- | -- | -- | -- | -- | -- | -- | --- |
| Argentina | 10  | 4  | 3  | 1  | 0  | 7  | 2  | +5  |
| Uruguay   | 7   | 4  | 2  | 1  | 1  | 4  | 2  | +2  |
| Paraguay  | 6   | 4  | 2  | 0  | 2  | 5  | 3  | +2  |
| Chile     | 5   | 4  | 1  | 2  | 1  | 3  | 4  | –1  |
| Bolivia   | 0   | 4  | 0  | 0  | 4  | 2  | 10 | –8  |

#### Paraguay vs. Bolivia
| Jornada 1; 14 de junio | Paraguay                                | 3:1 (0:1) | Bolivia             | Estadio Olímpico, Goiânia                                             |                                                                       |
| 21:00 (UTC-3)          | Romero Gamarra 62' · Á. Romero 65', 80' | Reporte   | Saavedra 10' (pen.) | Asistencia: Sin espectadores Árbitro(s): Diego Haro VAR: Wagner Reway | Asistencia: Sin espectadores Árbitro(s): Diego Haro VAR: Wagner Reway |

| 1          | Guardameta     | Antony Silva        |     |
| 13         | Defensa        | Alberto Espínola    |     |
| 15         | Defensa        | Gustavo Gómez       |     |
| 6          | Defensa        | Junior Alonso       |     |
| 19         | Defensa        | Santiago Arzamendia | 74' |
| 17         | Centrocampista | Alejandro Romero    | 87' |
| 26         | Centrocampista | Robert Piris        | 58' |
| 23         | Centrocampista | Mathías Villasanti  | 46' |
| 11         | Delantero      | Ángel Romero        |     |
| 9          | Delantero      | Gabriel Ávalos      | 87' |
| 10         | Delantero      | Miguel Almirón      |     |
| Entrenador | Entrenador     | Eduardo Berizzo     |     |

| 12         | Guardameta     | Rubén Cordano     |     |
| 8          | Defensa        | Diego Bejarano    |     |
| 5          | Defensa        | Adrian Jusino     |     |
| 2          | Defensa        | Jairo Quinteros   |     |
| 3          | Defensa        | José Sagredo      |     |
| 6          | Centrocampista | Leonel Justiniano | 75' |
| 15         | Centrocampista | Boris Céspedes    | 46' |
| 16         | Centrocampista | Erwin Saavedra    | 64' |
| 24         | Centrocampista | Jaume Cuéllar     |     |
| 19         | Centrocampista | Enrique Flores    | 46' |
| 18         | Delantero      | Gilbert Álvarez   | 69' |
| Entrenador | Entrenador     | César Farías      |     |

| 8  | Centrocampista | Richard Sánchez | 46' |
| 7  | Delantero      | Carlos González | 58' |
| 24 | Defensa        | David Martínez  | 74' |
| 28 | Delantero      | Julio Enciso    | 87' |
| 14 | Centrocampista | Andrés Cubas    | 87' |

| 17 | Defensa        | Roberto Fernández | 46' |
| 22 | Defensa        | Danny Bejarano    | 46' |
| 13 | Centrocampista | Diego Wayar       | 64' |
| 11 | Delantero      | Rodrigo Ramallo   | 69' |
| 21 | Centrocampista | Erwin Sánchez     | 75' |

| Anotado | 62' | Alejandro Romero | 1–1 |
| Anotado | 65' | Ángel Romero     | 2–1 |
| Anotado | 80' | Ángel Romero     | 3–1 |

| Anotado · Penal | 10' | Erwin Saavedra | 0–1 |

| Amonestado | 8'     | Santiago Arzamendia |
| Amonestado | 45+11' | Alberto Espínola    |

| Amonestado | 29' | Diego Bejarano |
| Amonestado | 38' | Jaume Cuéllar  |
| Amonestado | 40' | Enrique Flores |

| Otorgado · Expulsado | 45+9' | Jaume Cuéllar |

| Árbitro             | Diego Haro         |
| Árbitros asistentes | Jonny Bossio       |
| Árbitros asistentes | Raúl López Cruz    |
| Cuarto árbitro      | Guillermo Guerrero |
| VAR                 | Wagner Reway       |
| Adicional VAR       | Víctor Carrillo    |
| Asesor de árbitros  | José Buitrago      |

| 1          | Guardameta     | Antony Silva        |     |
| 13         | Defensa        | Alberto Espínola    |     |
| 15         | Defensa        | Gustavo Gómez       |     |
| 6          | Defensa        | Junior Alonso       |     |
| 19         | Defensa        | Santiago Arzamendia | 74' |
| 17         | Centrocampista | Alejandro Romero    | 87' |
| 26         | Centrocampista | Robert Piris        | 58' |
| 23         | Centrocampista | Mathías Villasanti  | 46' |
| 11         | Delantero      | Ángel Romero        |     |
| 9          | Delantero      | Gabriel Ávalos      | 87' |
| 10         | Delantero      | Miguel Almirón      |     |
| Entrenador | Entrenador     | Eduardo Berizzo     |     |

| 12         | Guardameta     | Rubén Cordano     |     |
| 8          | Defensa        | Diego Bejarano    |     |
| 5          | Defensa        | Adrian Jusino     |     |
| 2          | Defensa        | Jairo Quinteros   |     |
| 3          | Defensa        | José Sagredo      |     |
| 6          | Centrocampista | Leonel Justiniano | 75' |
| 15         | Centrocampista | Boris Céspedes    | 46' |
| 16         | Centrocampista | Erwin Saavedra    | 64' |
| 24         | Centrocampista | Jaume Cuéllar     |     |
| 19         | Centrocampista | Enrique Flores    | 46' |
| 18         | Delantero      | Gilbert Álvarez   | 69' |
| Entrenador | Entrenador     | César Farías      |     |

| 8  | Centrocampista | Richard Sánchez | 46' |
| 7  | Delantero      | Carlos González | 58' |
| 24 | Defensa        | David Martínez  | 74' |
| 28 | Delantero      | Julio Enciso    | 87' |
| 14 | Centrocampista | Andrés Cubas    | 87' |

| 17 | Defensa        | Roberto Fernández | 46' |
| 22 | Defensa        | Danny Bejarano    | 46' |
| 13 | Centrocampista | Diego Wayar       | 64' |
| 11 | Delantero      | Rodrigo Ramallo   | 69' |
| 21 | Centrocampista | Erwin Sánchez     | 75' |

| Anotado | 62' | Alejandro Romero | 1–1 |
| Anotado | 65' | Ángel Romero     | 2–1 |
| Anotado | 80' | Ángel Romero     | 3–1 |

| Anotado · Penal | 10' | Erwin Saavedra | 0–1 |

| Amonestado | 8'     | Santiago Arzamendia |
| Amonestado | 45+11' | Alberto Espínola    |

| Amonestado | 29' | Diego Bejarano |
| Amonestado | 38' | Jaume Cuéllar  |
| Amonestado | 40' | Enrique Flores |

| Otorgado · Expulsado | 45+9' | Jaume Cuéllar |

| Árbitro             | Diego Haro         |
| Árbitros asistentes | Jonny Bossio       |
| Árbitros asistentes | Raúl López Cruz    |
| Cuarto árbitro      | Guillermo Guerrero |
| VAR                 | Wagner Reway       |
| Adicional VAR       | Víctor Carrillo    |
| Asesor de árbitros  | José Buitrago      |

#### Argentina vs. Paraguay
| Jornada 3; 21 de junio | Argentina    | 1:0 (1:0) | Paraguay | Estadio Mané Garrincha, Brasilia                                           |                                                                            |
| 21:00 (UTC-3)          | A. Gómez 10' | Reporte   |          | Asistencia: Sin espectadores Árbitro(s): Jesús Valenzuela VAR: Jhon Ospina | Asistencia: Sin espectadores Árbitro(s): Jesús Valenzuela VAR: Jhon Ospina |

| 23         | Guardameta     | Emiliano Martínez  |     |
| 26         | Defensa        | Nahuel Molina      |     |
| 13         | Defensa        | Cristian Romero    |     |
| 6          | Defensa        | Germán Pezzella    |     |
| 3          | Defensa        | Nicolás Tagliafico |     |
| 5          | Centrocampista | Leandro Paredes    | 81' |
| 18         | Centrocampista | Guido Rodríguez    |     |
| 24         | Centrocampista | Alejandro Gómez    | 72' |
| 10         | Delantero      | Lionel Messi       |     |
| 9          | Delantero      | Sergio Agüero      | 59' |
| 11         | Delantero      | Ángel Di María     | 81' |
| Entrenador | Entrenador     | Lionel Scaloni     |     |

| 1          | Guardameta     | Antony Silva        |     |
| 13         | Defensa        | Alberto Espínola    |     |
| 15         | Defensa        | Gustavo Gómez       |     |
| 6          | Defensa        | Junior Alonso       |     |
| 19         | Defensa        | Santiago Arzamendia |     |
| 14         | Centrocampista | Andrés Cubas        | 66' |
| 26         | Centrocampista | Robert Piris        | 82' |
| 17         | Centrocampista | Alejandro Romero    | 66' |
| 10         | Centrocampista | Miguel Almirón      |     |
| 11         | Centrocampista | Ángel Romero        | 87' |
| 9          | Delantero      | Gabriel Ávalos      | 87' |
| Entrenador | Entrenador     | Eduardo Berizzo     |     |

| 16 | Delantero      | Joaquín Correa    | 59' |
| 7  | Centrocampista | Rodrigo de Paul   | 72' |
| 17 | Centrocampista | Nicolás Domínguez | 81' |
| 21 | Delantero      | Ángel Correa      | 81' |

| 16 | Centrocampista | Ángel Cardozo   | 66' |
| 21 | Centrocampista | Óscar Romero    | 66' |
| 8  | Centrocampista | Richard Sánchez | 82' |
| 18 | Delantero      | Braian Samudio  | 87' |
| 7  | Delantero      | Carlos González | 87' |

| Anotado | 10' | Alejandro Gómez | 1–0 |

| Amonestado | 34' | Leandro Paredes |

| Amonestado | 16' | Gustavo Gómez |
| Amonestado | 78' | Ángel Cardozo |

| Árbitro             | Jesús Valenzuela |
| Árbitros asistentes | Carlos López     |
| Árbitros asistentes | Jorge Urrego     |
| Cuarto árbitro      | Alexis Herrera   |
| VAR                 | Jhon Ospina      |
| Adicional VAR       | Alexander Guzmán |
| Asesor de árbitros  | Omar Ponce       |

| 23         | Guardameta     | Emiliano Martínez  |     |
| 26         | Defensa        | Nahuel Molina      |     |
| 13         | Defensa        | Cristian Romero    |     |
| 6          | Defensa        | Germán Pezzella    |     |
| 3          | Defensa        | Nicolás Tagliafico |     |
| 5          | Centrocampista | Leandro Paredes    | 81' |
| 18         | Centrocampista | Guido Rodríguez    |     |
| 24         | Centrocampista | Alejandro Gómez    | 72' |
| 10         | Delantero      | Lionel Messi       |     |
| 9          | Delantero      | Sergio Agüero      | 59' |
| 11         | Delantero      | Ángel Di María     | 81' |
| Entrenador | Entrenador     | Lionel Scaloni     |     |

| 1          | Guardameta     | Antony Silva        |     |
| 13         | Defensa        | Alberto Espínola    |     |
| 15         | Defensa        | Gustavo Gómez       |     |
| 6          | Defensa        | Junior Alonso       |     |
| 19         | Defensa        | Santiago Arzamendia |     |
| 14         | Centrocampista | Andrés Cubas        | 66' |
| 26         | Centrocampista | Robert Piris        | 82' |
| 17         | Centrocampista | Alejandro Romero    | 66' |
| 10         | Centrocampista | Miguel Almirón      |     |
| 11         | Centrocampista | Ángel Romero        | 87' |
| 9          | Delantero      | Gabriel Ávalos      | 87' |
| Entrenador | Entrenador     | Eduardo Berizzo     |     |

| 16 | Delantero      | Joaquín Correa    | 59' |
| 7  | Centrocampista | Rodrigo de Paul   | 72' |
| 17 | Centrocampista | Nicolás Domínguez | 81' |
| 21 | Delantero      | Ángel Correa      | 81' |

| 16 | Centrocampista | Ángel Cardozo   | 66' |
| 21 | Centrocampista | Óscar Romero    | 66' |
| 8  | Centrocampista | Richard Sánchez | 82' |
| 18 | Delantero      | Braian Samudio  | 87' |
| 7  | Delantero      | Carlos González | 87' |

| Anotado | 10' | Alejandro Gómez | 1–0 |

| Amonestado | 34' | Leandro Paredes |

| Amonestado | 16' | Gustavo Gómez |
| Amonestado | 78' | Ángel Cardozo |

| Árbitro             | Jesús Valenzuela |
| Árbitros asistentes | Carlos López     |
| Árbitros asistentes | Jorge Urrego     |
| Cuarto árbitro      | Alexis Herrera   |
| VAR                 | Jhon Ospina      |
| Adicional VAR       | Alexander Guzmán |
| Asesor de árbitros  | Omar Ponce       |

#### Chile vs. Paraguay
| Jornada 4; 24 de junio | Chile | 0:2 (0:1) | Paraguay                         | Estadio Mané Garrincha, Brasilia                                         |                                                                          |
| 21:00 (UTC-3)          |       | Reporte   | Samudio 33' · Almirón 58' (pen.) | Asistencia: Sin espectadores Árbitro(s): Wilmar Roldán VAR: Rafael Traci | Asistencia: Sin espectadores Árbitro(s): Wilmar Roldán VAR: Rafael Traci |

| 1          | Guardameta     | Claudio Bravo       |     |
| 4          | Defensa        | Mauricio Isla       |     |
| 17         | Defensa        | Gary Medel          | 68' |
| 6          | Defensa        | Francisco Sierralta |     |
| 2          | Defensa        | Eugenio Mena        |     |
| 8          | Centrocampista | Arturo Vidal        |     |
| 19         | Centrocampista | Tomás Alarcón       | 46' |
| 20         | Centrocampista | Charles Aránguiz    |     |
| 7          | Delantero      | César Pinares       | 68' |
| 22         | Delantero      | Ben Brereton        |     |
| 11         | Delantero      | Eduardo Vargas      |     |
| Entrenador | Entrenador     | Martín Lasarte      |     |

| 1          | Guardameta     | Antony Silva        |     |
| 15         | Defensa        | Gustavo Gómez       |     |
| 6          | Defensa        | Junior Alonso       |     |
| 24         | Defensa        | David Martínez      |     |
| 13         | Centrocampista | Alberto Espínola    |     |
| 16         | Centrocampista | Ángel Cardozo       | 84' |
| 23         | Centrocampista | Mathías Villasanti  |     |
| 19         | Centrocampista | Santiago Arzamendia | 84' |
| 10         | Centrocampista | Miguel Almirón      | 77' |
| 7          | Delantero      | Carlos González     | 77' |
| 18         | Delantero      | Braian Samudio      | 62' |
| Entrenador | Entrenador     | Eduardo Berizzo     |     |

| 9  | Delantero      | Jean Meneses   | 46' |
| 14 | Centrocampista | Pablo Galdames | 68' |
| 5  | Defensa        | Enzo Roco      | 68' |

| 11 | Centrocampista | Ángel Romero    | 62' |
| 21 | Centrocampista | Óscar Romero    | 77' |
| 20 | Delantero      | Antonio Bareiro | 77' |
| 3  | Defensa        | Omar Alderete   | 84' |
| 5  | Centrocampista | Gastón Giménez  | 84' |

| Anotado         | 33' | Braian Samudio | 0–1 |
| Anotado · Penal | 58' | Miguel Almirón | 0–2 |

| Amonestado | 45+1' | Ben Brereton  |
| Amonestado | 56'   | Gary Medel    |
| Amonestado | 58'   | Claudio Bravo |

| Amonestado | 78' | David Martínez |

| Árbitro             | Wilmar Roldán    |
| Árbitros asistentes | Alexander Guzmán |
| Árbitros asistentes | Jhon León        |
| Cuarto árbitro      | Andrés Rojas     |
| VAR                 | Rafael Traci     |
| Adicional VAR       | Jhon Ospina      |
| Asesor de árbitros  | Omar Ponce       |

| 1          | Guardameta     | Claudio Bravo       |     |
| 4          | Defensa        | Mauricio Isla       |     |
| 17         | Defensa        | Gary Medel          | 68' |
| 6          | Defensa        | Francisco Sierralta |     |
| 2          | Defensa        | Eugenio Mena        |     |
| 8          | Centrocampista | Arturo Vidal        |     |
| 19         | Centrocampista | Tomás Alarcón       | 46' |
| 20         | Centrocampista | Charles Aránguiz    |     |
| 7          | Delantero      | César Pinares       | 68' |
| 22         | Delantero      | Ben Brereton        |     |
| 11         | Delantero      | Eduardo Vargas      |     |
| Entrenador | Entrenador     | Martín Lasarte      |     |

| 1          | Guardameta     | Antony Silva        |     |
| 15         | Defensa        | Gustavo Gómez       |     |
| 6          | Defensa        | Junior Alonso       |     |
| 24         | Defensa        | David Martínez      |     |
| 13         | Centrocampista | Alberto Espínola    |     |
| 16         | Centrocampista | Ángel Cardozo       | 84' |
| 23         | Centrocampista | Mathías Villasanti  |     |
| 19         | Centrocampista | Santiago Arzamendia | 84' |
| 10         | Centrocampista | Miguel Almirón      | 77' |
| 7          | Delantero      | Carlos González     | 77' |
| 18         | Delantero      | Braian Samudio      | 62' |
| Entrenador | Entrenador     | Eduardo Berizzo     |     |

| 9  | Delantero      | Jean Meneses   | 46' |
| 14 | Centrocampista | Pablo Galdames | 68' |
| 5  | Defensa        | Enzo Roco      | 68' |

| 11 | Centrocampista | Ángel Romero    | 62' |
| 21 | Centrocampista | Óscar Romero    | 77' |
| 20 | Delantero      | Antonio Bareiro | 77' |
| 3  | Defensa        | Omar Alderete   | 84' |
| 5  | Centrocampista | Gastón Giménez  | 84' |

| Anotado         | 33' | Braian Samudio | 0–1 |
| Anotado · Penal | 58' | Miguel Almirón | 0–2 |

| Amonestado | 45+1' | Ben Brereton  |
| Amonestado | 56'   | Gary Medel    |
| Amonestado | 58'   | Claudio Bravo |

| Amonestado | 78' | David Martínez |

| Árbitro             | Wilmar Roldán    |
| Árbitros asistentes | Alexander Guzmán |
| Árbitros asistentes | Jhon León        |
| Cuarto árbitro      | Andrés Rojas     |
| VAR                 | Rafael Traci     |
| Adicional VAR       | Jhon Ospina      |
| Asesor de árbitros  | Omar Ponce       |

#### Uruguay vs. Paraguay
| Jornada 5; 28 de junio | Uruguay           | 1:0 (1:0) | Paraguay | Estadio Nilton Santos, Río de Janeiro                                    |                                                                          |
| 21:00 (UTC-3)          | Cavani 21' (pen.) | Reporte   |          | Asistencia: Sin espectadores Árbitro(s): Raphael Claus VAR: Wagner Reway | Asistencia: Sin espectadores Árbitro(s): Raphael Claus VAR: Wagner Reway |

| 1          | Guardameta     | Fernando Muslera       |     |
| 8          | Defensa        | Nahitan Nández         |     |
| 3          | Defensa        | Diego Godín            | 46' |
| 2          | Defensa        | José María Giménez     |     |
| 17         | Defensa        | Matías Viña            |     |
| 15         | Centrocampista | Federico Valverde      | 76' |
| 5          | Centrocampista | Matías Vecino          | 57' |
| 6          | Centrocampista | Rodrigo Bentancur      |     |
| 7          | Delantero      | Nicolás de la Cruz     |     |
| 21         | Delantero      | Edinson Cavani         | 68' |
| 10         | Delantero      | Giorgian de Arrascaeta | 67' |
| Entrenador | Entrenador     | Óscar Tabárez          |     |

| 1          | Guardameta     | Antony Silva       |     |
| 13         | Defensa        | Alberto Espínola   | 57' |
| 2          | Defensa        | Robert Rojas       |     |
| 6          | Defensa        | Junior Alonso      |     |
| 3          | Defensa        | Omar Alderete      |     |
| 18         | Centrocampista | Braian Samudio     | 73' |
| 23         | Centrocampista | Mathías Villasanti |     |
| 5          | Centrocampista | Gastón Giménez     | 73' |
| 11         | Centrocampista | Ángel Romero       |     |
| 10         | Delantero      | Miguel Almirón     | 33' |
| 9          | Delantero      | Gabriel Ávalos     | 57' |
| Entrenador | Entrenador     | Eduardo Berizzo    |     |

| 19 | Defensa        | Sebastián Coates | 46' |
| 22 | Defensa        | Martín Cáceres   | 57' |
| 25 | Delantero      | Facundo Torres   | 67' |
| 9  | Delantero      | Luis Suárez      | 68' |
| 14 | Centrocampista | Lucas Torreira   | 76' |

| 21 | Centrocampista | Óscar Romero    | 33' |
| 7  | Delantero      | Carlos González | 57' |
| 24 | Defensa        | David Martínez  | 57' |
| 14 | Centrocampista | Adrián Cubas    | 73' |
| 8  | Centrocampista | Richard Sánchez | 74' |

| Anotado · Penal | 21' | Edinson Cavani | 1–0 |

| Amonestado | 43' | Omar Alderete |
| Amonestado | 81' | Junior Alonso |

| Árbitro             | Raphael Claus       |
| Árbitros asistentes | Danilo Manis        |
| Árbitros asistentes | Bruno Pires         |
| Cuarto árbitro      | Guillermo Guerrero  |
| VAR                 | Wagner Reway        |
| Adicional VAR       | Christian Lescano   |
| Asesor de árbitros  | Emerson de Carvalho |

| 1          | Guardameta     | Fernando Muslera       |     |
| 8          | Defensa        | Nahitan Nández         |     |
| 3          | Defensa        | Diego Godín            | 46' |
| 2          | Defensa        | José María Giménez     |     |
| 17         | Defensa        | Matías Viña            |     |
| 15         | Centrocampista | Federico Valverde      | 76' |
| 5          | Centrocampista | Matías Vecino          | 57' |
| 6          | Centrocampista | Rodrigo Bentancur      |     |
| 7          | Delantero      | Nicolás de la Cruz     |     |
| 21         | Delantero      | Edinson Cavani         | 68' |
| 10         | Delantero      | Giorgian de Arrascaeta | 67' |
| Entrenador | Entrenador     | Óscar Tabárez          |     |

| 1          | Guardameta     | Antony Silva       |     |
| 13         | Defensa        | Alberto Espínola   | 57' |
| 2          | Defensa        | Robert Rojas       |     |
| 6          | Defensa        | Junior Alonso      |     |
| 3          | Defensa        | Omar Alderete      |     |
| 18         | Centrocampista | Braian Samudio     | 73' |
| 23         | Centrocampista | Mathías Villasanti |     |
| 5          | Centrocampista | Gastón Giménez     | 73' |
| 11         | Centrocampista | Ángel Romero       |     |
| 10         | Delantero      | Miguel Almirón     | 33' |
| 9          | Delantero      | Gabriel Ávalos     | 57' |
| Entrenador | Entrenador     | Eduardo Berizzo    |     |

| 19 | Defensa        | Sebastián Coates | 46' |
| 22 | Defensa        | Martín Cáceres   | 57' |
| 25 | Delantero      | Facundo Torres   | 67' |
| 9  | Delantero      | Luis Suárez      | 68' |
| 14 | Centrocampista | Lucas Torreira   | 76' |

| 21 | Centrocampista | Óscar Romero    | 33' |
| 7  | Delantero      | Carlos González | 57' |
| 24 | Defensa        | David Martínez  | 57' |
| 14 | Centrocampista | Adrián Cubas    | 73' |
| 8  | Centrocampista | Richard Sánchez | 74' |

| Anotado · Penal | 21' | Edinson Cavani | 1–0 |

| Amonestado | 43' | Omar Alderete |
| Amonestado | 81' | Junior Alonso |

| Árbitro             | Raphael Claus       |
| Árbitros asistentes | Danilo Manis        |
| Árbitros asistentes | Bruno Pires         |
| Cuarto árbitro      | Guillermo Guerrero  |
| VAR                 | Wagner Reway        |
| Adicional VAR       | Christian Lescano   |
| Asesor de árbitros  | Emerson de Carvalho |

### Cuartos de final

#### Perú vs. Paraguay
| Cuartos de final; 2 de julio                                                    | Perú                                               | 3:3 (2:1) (4:3 p.)         | Paraguay                                                      | Estadio Olímpico, Goiânia                                                     |                                                                               |
| 18:00 (UTC-3)                                                                   | G. Gómez 21' (a.g.) · Lapadula 40' · Yotún 80'     | Reporte                    | G. Gómez 11' · Alonso 54' · Ávalos 90'                        | Asistencia: Sin espectadores Árbitro(s): Esteban Ostojich VAR: Mauro Vigliano | Asistencia: Sin espectadores Árbitro(s): Esteban Ostojich VAR: Mauro Vigliano |
|                                                                                 |                                                    | Tiros desde el punto penal |                                                               |                                                                               |                                                                               |
|                                                                                 | Lapadula · Yotún · Ormeño · Tapia · Cueva · Trauco |                            | Á. Romero · Alonso · D. Martínez · Samudio · Piris · Espínola |                                                                               |                                                                               |
| Perú avanzó a las semifinales tras ganar 4:3 en los tiros desde el punto penal. |                                                    |                            |                                                               |                                                                               |                                                                               |

| 1          | Guardameta     | Pedro Gallese       |       |
| 3          | Defensa        | Aldo Corzo          | 90+2' |
| 15         | Defensa        | Christian Ramos     |       |
| 4          | Defensa        | Anderson Santamaría |       |
| 6          | Defensa        | Miguel Trauco       |       |
| 13         | Centrocampista | Renato Tapia        |       |
| 19         | Centrocampista | Yoshimar Yotún      |       |
| 18         | Centrocampista | André Carrillo      |       |
| 8          | Centrocampista | Sergio Peña         |       |
| 10         | Centrocampista | Christian Cueva     | 60'   |
| 9          | Delantero      | Gianluca Lapadula   |       |
| Entrenador | Entrenador     | Ricardo Gareca      |       |

| 1          | Guardameta     | Antony Silva        |     |
| 13         | Defensa        | Alberto Espínola    |     |
| 15         | Defensa        | Gustavo Gómez       |     |
| 6          | Defensa        | Junior Alonso       |     |
| 24         | Defensa        | David Martínez      |     |
| 8          | Centrocampista | Richard Sánchez     | 83' |
| 23         | Centrocampista | Mathías Villasanti  | 79' |
| 16         | Centrocampista | Ángel Cardozo       | 46' |
| 19         | Centrocampista | Santiago Arzamendia | 83' |
| 11         | Delantero      | Ángel Romero        |     |
| 7          | Delantero      | Carlos González     | 68' |
| Entrenador | Entrenador     | Eduardo Berizzo     |     |

| 20 | Delantero | Santiago Ormeño | 60'   |
| 26 | Defensa   | Jhilmar Lora    | 90+2' |

| 2  | Defensa        | Robert Rojas   | 46' |
| 18 | Delantero      | Braian Samudio | 68' |
| 26 | Centrocampista | Robert Piris   | 79' |
| 28 | Delantero      | Julio Enciso   | 83' |
| 9  | Delantero      | Gabriel Ávalos | 83' |

| Anotado · Autogol | 21' | Gustavo Gómez     | 1–1 |
| Anotado           | 40' | Gianluca Lapadula | 2–1 |
| Anotado           | 80' | Yoshimar Yotún    | 3–2 |

| Anotado | 11' | Gustavo Gómez  | 0–1 |
| Anotado | 54' | Junior Alonso  | 2–2 |
| Anotado | 90' | Gabriel Ávalos | 3–3 |

|                   |                          | 0:1 | Acierto de penal          | Ángel Romero     |
| Gianluca Lapadula | Acierto de penal         | 1:1 |                           |                  |
|                   |                          | 1:2 | Acierto de penal          | Junior Alonso    |
| Yoshimar Yotún    | Acierto de penal         | 2:2 |                           |                  |
|                   |                          | 2:2 | Fallo de penal (desviado) | David Martínez   |
| Santiago Ormeño   | Fallo de penal (atajado) | 2:2 |                           |                  |
|                   |                          | 2:2 | Fallo de penal (desviado) | Braian Samudio   |
| Renato Tapia      | Acierto de penal         | 3:2 |                           |                  |
|                   |                          | 3:3 | Acierto de penal          | Robert Piris     |
| Christian Cueva   | Fallo de penal (atajado) | 3:3 |                           |                  |
|                   |                          | 3:3 | Fallo de penal (atajado)  | Alberto Espínola |
| Miguel Trauco     | Acierto de penal         | 4:3 |                           |                  |

| Amonestado | 15' | Anderson Santamaría |
| Amonestado | 60' | Christian Cueva     |
| Amonestado | 75' | André Carrillo      |

| Amonestado | 42' | Gustavo Gómez      |
| Amonestado | 49' | Mathías Villasanti |
| Amonestado | 87' | Alberto Espínola   |

| Otorgado · Expulsado | 85' | André Carrillo |

| Otorgado · Expulsado | 45+3' | Gustavo Gómez |

| Árbitro             | Esteban Ostojich |
| Árbitros asistentes | Carlos Barreiro  |
| Árbitros asistentes | Martín Soppi     |
| Cuarto árbitro      | Gery Vargas      |
| VAR                 | Mauro Vigliano   |
| Adicionales VAR     | Facundo Tello    |
| Adicionales VAR     | Alexander Guzmán |
| Asesor de árbitros  | Omar Ponce       |

| 1          | Guardameta     | Pedro Gallese       |       |
| 3          | Defensa        | Aldo Corzo          | 90+2' |
| 15         | Defensa        | Christian Ramos     |       |
| 4          | Defensa        | Anderson Santamaría |       |
| 6          | Defensa        | Miguel Trauco       |       |
| 13         | Centrocampista | Renato Tapia        |       |
| 19         | Centrocampista | Yoshimar Yotún      |       |
| 18         | Centrocampista | André Carrillo      |       |
| 8          | Centrocampista | Sergio Peña         |       |
| 10         | Centrocampista | Christian Cueva     | 60'   |
| 9          | Delantero      | Gianluca Lapadula   |       |
| Entrenador | Entrenador     | Ricardo Gareca      |       |

| 1          | Guardameta     | Antony Silva        |     |
| 13         | Defensa        | Alberto Espínola    |     |
| 15         | Defensa        | Gustavo Gómez       |     |
| 6          | Defensa        | Junior Alonso       |     |
| 24         | Defensa        | David Martínez      |     |
| 8          | Centrocampista | Richard Sánchez     | 83' |
| 23         | Centrocampista | Mathías Villasanti  | 79' |
| 16         | Centrocampista | Ángel Cardozo       | 46' |
| 19         | Centrocampista | Santiago Arzamendia | 83' |
| 11         | Delantero      | Ángel Romero        |     |
| 7          | Delantero      | Carlos González     | 68' |
| Entrenador | Entrenador     | Eduardo Berizzo     |     |

| 20 | Delantero | Santiago Ormeño | 60'   |
| 26 | Defensa   | Jhilmar Lora    | 90+2' |

| 2  | Defensa        | Robert Rojas   | 46' |
| 18 | Delantero      | Braian Samudio | 68' |
| 26 | Centrocampista | Robert Piris   | 79' |
| 28 | Delantero      | Julio Enciso   | 83' |
| 9  | Delantero      | Gabriel Ávalos | 83' |

| Anotado · Autogol | 21' | Gustavo Gómez     | 1–1 |
| Anotado           | 40' | Gianluca Lapadula | 2–1 |
| Anotado           | 80' | Yoshimar Yotún    | 3–2 |

| Anotado | 11' | Gustavo Gómez  | 0–1 |
| Anotado | 54' | Junior Alonso  | 2–2 |
| Anotado | 90' | Gabriel Ávalos | 3–3 |

|                   |                          | 0:1 | Acierto de penal          | Ángel Romero     |
| Gianluca Lapadula | Acierto de penal         | 1:1 |                           |                  |
|                   |                          | 1:2 | Acierto de penal          | Junior Alonso    |
| Yoshimar Yotún    | Acierto de penal         | 2:2 |                           |                  |
|                   |                          | 2:2 | Fallo de penal (desviado) | David Martínez   |
| Santiago Ormeño   | Fallo de penal (atajado) | 2:2 |                           |                  |
|                   |                          | 2:2 | Fallo de penal (desviado) | Braian Samudio   |
| Renato Tapia      | Acierto de penal         | 3:2 |                           |                  |
|                   |                          | 3:3 | Acierto de penal          | Robert Piris     |
| Christian Cueva   | Fallo de penal (atajado) | 3:3 |                           |                  |
|                   |                          | 3:3 | Fallo de penal (atajado)  | Alberto Espínola |
| Miguel Trauco     | Acierto de penal         | 4:3 |                           |                  |

| Amonestado | 15' | Anderson Santamaría |
| Amonestado | 60' | Christian Cueva     |
| Amonestado | 75' | André Carrillo      |

| Amonestado | 42' | Gustavo Gómez      |
| Amonestado | 49' | Mathías Villasanti |
| Amonestado | 87' | Alberto Espínola   |

| Otorgado · Expulsado | 85' | André Carrillo |

| Otorgado · Expulsado | 45+3' | Gustavo Gómez |

| Árbitro             | Esteban Ostojich |
| Árbitros asistentes | Carlos Barreiro  |
| Árbitros asistentes | Martín Soppi     |
| Cuarto árbitro      | Gery Vargas      |
| VAR                 | Mauro Vigliano   |
| Adicionales VAR     | Facundo Tello    |
| Adicionales VAR     | Alexander Guzmán |
| Asesor de árbitros  | Omar Ponce       |